# Colostygia hilariata
Colostygia hilariata là một loài bướm đêm trong họ Geometridae.